# Гуруслеу
Гуруслеу (рум. Guruslău) — село у повіті Селаж в Румунії. Входить до складу комуни Хереклян.
Село розташоване на відстані 397 км на північний захід від Бухареста, 11 км на північний захід від Залеу, 72 км на північний захід від Клуж-Напоки.

## Населення
За даними перепису населення 2002 року у селі проживали 610 осіб.
Національний склад населення села:
| Національність | Кількість осіб | Відсоток |
| -------------- | -------------- | -------- |
| угорці         | 535            | 87,7%    |
| румуни         | 75             | 12,3%    |

Рідною мовою назвали:
| Мова      | Кількість осіб | Відсоток |
| --------- | -------------- | -------- |
| угорська  | 537            | 88,0%    |
| румунська | 73             | 12,0%    |